# Li chiamavano ribelli
Li chiamavano ribelli è un film documentario del 2017 diretto da Lucia Filippone, presentato alla 74ª Mostra internazionale d'arte cinematografica di Venezia il 7 settembre 2017.
Il film ha vinto il Premio 25 aprile per videomaker al concorso nazionale Filmare la storia di Torino nel 2018.

## Trama
Il film racconta le vicende accadute nel veneziano durante il periodo della Repubblica Sociale Italiana (1943-1945), quando il capoluogo lagunare divenne sede del Ministero della cultura popolare. In un territorio così particolare, che per morfologia, posizione geografica e importanza strategica limitava azioni, comunicazioni e rifornimenti, i partigiani e la popolazione insorsero riuscendo a liberarsi dai nazifascisti prima ancora dell’arrivo degli Alleati. La storia della Resistenza veneziana viene raccontata da un nonno al nipote attraverso le testimonianze dei ribelli di allora, per tramandare alle nuove generazioni il ricordo e la comprensione degli avvenimenti storici.